# Christian Friedrich Graefe

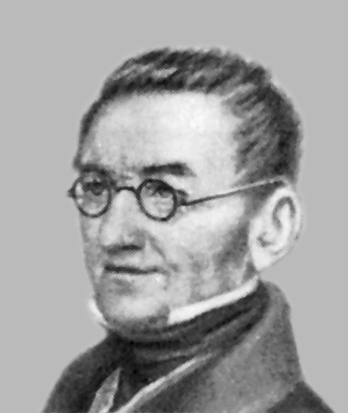
Porträt um 1825

Christian Friedrich Graefe (auch Gräfe; * 1. Juli 1780 in Chemnitz; † 12. Dezember 1851 in Sankt Petersburg) war ein deutscher klassischer Philologe und Hochschullehrer.

## Leben
Graefe besuchte ab 1792 das Lyzeum in Chemnitz und ging zum Studium der Theologie an die Universität Leipzig. In dieser Zeit begann er sich ebenso mit der Philologie auseinanderzusetzen. Das Studium der Theologie schloss er 1803 mit dem theologischen Kandidatenexamen ab und die philologischen Studien am 28. Februar 1805 mit der Promotion zum Magister. Nach kurzer Hauslehrertätigkeit in Leipzig wechselte er 1806 nach Urbs. Dort war er Hauslehrer bei Karl Gustav Samson von Himmelstjerna, einem livländischen Landrat.
Graefe erhielt 1810 die Professur der griechischen Literatur an der geistlichen Akademie des Alexander-Newski-Klosters. Diese Akademie war seit Ende des 18. Jahrhunderts eine Theologische Hochschule in Sankt Petersburg. 1811 wurde ihm die Professur der lateinischen Sprache am Pädagogischen Institut in Sankt Petersburg übertragen, 1815 die der griechischen Sprache. Als das Institut 1819 zur Universität Sankt Petersburg umgewandelt wurde, behielt er diese Professur. Er übernahm 1822 zudem noch die Professur der lateinischen Sprache sowie 1829 die Professur der griechischen Literatur.
Graefe wurde 1818 zum korrespondierenden und 1820 zum wirklichen Mitglied der Kaiserlichen Akademie der Wissenschaften ernannt. Außerdem hatte er ab 1821 das Amt des Konservators des Antiken- und Münzkabinetts der Kaiserlichen Eremitage inne. 1840 wurde er Ehrendirektor des Kabinetts und 1842 schließlich Wirklicher Staatsrat.

## Werke (Auswahl)
- Epistola critica in Bucolicos graecos, Sankt Petersburg 1815.
- Observationes criticae in Tryphiodorum, Sankt Petersburg 1817.
- Conjecturae in Coluthum et Musaeum, Sankt Petersburg 1818.

Herausgaben
- Nonnos von Panopolis: Ta kata Hymnon kai Nikaian, Pluchart, Sankt Petersburg 1813.
- Nonnos von Panopolis: Dionysiaka, Vogel, Leipzig 1819–1826.
- Paulus Silentiarius und Johannes Gazaeus: Pauli Silentiarii Descriptio magnae Ecclesiae et Ambonis Et Joannis Gazaei Descriptio tabulae mundi, Leipzig 1822.